# Gaby Dellal
Gaby Dellal (Londres, 1961) es una actriz, directora de cine y guionista británica. En 2015, Dellal dirigió 3 Generations, una película sobre un joven transgénero interpretado por Elle Fanning cuya decisión de iniciar un tratamiento hormonal causa conflictos con su madre, interpretada por Naomi Watts y con su abuela, encarnada por Susan Sarandon. La cinta fue distribuida por The Weinstein Company en mayo de 2017. Ha dirigido otras películas como On a Clear Day y Angels Crest.

## Filmografía seleccionada

### Directora
- On a Clear Day (2005)
- Angels Crest (2011)
- Leaving (2012)
- 3 Generations (2015)

### Guionista
- Tube Tales (1999)
- 3 Generations (2015)

### Actriz
- Zina (1985)
- Floodtide (1987)